# The Zone of Interest
The Zone of Interest (bra: Zona de Interesse; prt: A Zona de Interesse) é um drama histórico de 2023 escrito e dirigido por Jonathan Glazer, vagamente baseado no romance homônimo de 2014 de Martin Amis. Coprodução entre os Estados Unidos, o Reino Unido e a Polônia, o filme centra-se no comandante de Auschwitz, Rudolf Höss, e na sua esposa, enquanto se esforçam para construir uma vida de sonho perto do campo de concentração. É estrelado por Christian Friedel e Sandra Hüller nos papéis principais.
A Zona de Interesse estreou no 76º Festival de Cinema de Cannes em 19 de maio de 2023 e foi aclamado pela crítica, ganhando o Grand Prix e o Prêmio da Federação Internacional de Críticos de Cinema. O lançamento está previsto para 15 de dezembro de 2023 nos Estados Unidos, e no Reino Unido em 2 de fevereiro de 2024, pela A24, e na Polônia em 9 de fevereiro de 2024 pela Gutek Film. Foi selecionado como o representante britânico para o Oscar de melhor filme internacional na edição de 2024.

## Sinopse
O comandante do campo de concentração de Auschwitz, Rudolf Höss, e sua esposa Hedwig se esforçam para construir uma vida de sonho para sua família em uma casa com jardim, horta e pomar situada no interior da chamada Zona de Interesse do campo.

## Elenco
- Christian Friedel como Rudolf Höss
- Sandra Hüller como Hedwig Höss
- Ralph Herforth
- Johann Karthaus como Claus Höss
- Luis Noah Witte como Hans Höss
- Nele Ahrensmeier como Inge-Brigitt Höss
- Lilli Falk como Heideraud Höss
- Medusa Knopf como Elfryda

## Produção

### Desenvolvimento
Depois de seu filme anterior Under the Skin, Glazer dedicou dois anos à leitura extensiva. Durante sua visita a Auschwitz, ele foi afetado pela residência do comandante Rudolf Höss. Glazer colaborou com o Museu de Auschwitz e outras organizações e obteve permissão especial para aceder aos arquivos, onde examinou testemunhos fornecidos por sobreviventes e indivíduos que trabalharam na casa dos Höss. Ao reunir esses depoimentos, Glazer construiu gradativamente um retrato detalhado dos indivíduos ligados aos acontecimentos. Ao contrário do livro que o inspirou, Glazer usou pessoas reais envolvidas nos eventos, em vez de nomes fictícios para enfatizar a autenticidade. A cinematografia utilizou câmeras embutidas no set, mantendo a equipe afastada e permitindo que os atores improvisassem durante as filmagens. A violência é retratada sem ser abertamente mostrada, criando um filme que evita a violência gráfica e "parece menos explorador". O cachorro Weimaraner preto da vida real de Hüller interpretou o cachorro Dilla no filme.
Glazer confirmou o desenvolvimento do projeto em 2019, com cofinanciamento e produção de A24, Film4 Productions, Access Entertainment e House Productions.

### Filmagem
A filmagem começou em Auschwitz no verão de 2021, e continuou em Jelenia Góra em janeiro de 2022. O filme inteiro foi rodado na Polônia e na Alemanha.

## Lançamento
The Zone of Interest foi selecionada para concorrer à Palma de Ouro no Festival de Cinema de Cannes de 2023, onde teve sua estreia mundial em 19 de maio de 2023, e foi aplaudida de pé por seis minutos. A estreia norte-americana ocorreu em 1º de setembro de 2023, no 50º Festival de Cinema de Telluride. Também foi exibido no Festival Internacional de Cinema de Toronto de 2023. O lançamento limitado nos cinemas dos Estados Unidos está programado para 15 de dezembro de 2023,  depois de ter sido adiado por uma semana em relação à data de lançamento original, 8 de dezembro. O lançamento no Reino Unido está programado para 2 de fevereiro de 2024. Posteriormente, será lançado na Polônia em 9 de fevereiro de 2024. Em Portugal, o filme será lançado em 18 de janeiro de 2024.